# Махаджан, Сумитра
Сумитра Махаджан (англ. Sumitra Mahajan; род. 12 апреля 1943, Чиплун, Британская Индия) — индийский государственный и политический деятель, спикер Лок сабхи (2014—2019).

## Биография
Родилась 12 апреля 1943 года в Чиплуне (ныне штат Махараштра) в семье Уши и Пурушоттама Сатхе. В 1965 году она вышла замуж за Джаянта Махараджана и переехала в Индаур. Она получила степени магистра искусств и бакалавра права в Индаурском университете (ныне Деви Ахилья Вишвавидьялая). 
Она увлекается чтением, музыкой, драматургией и кино. В одном из своих заявлений она признала королеву Ахилию Бай женщиной, вдохновлявшей её на протяжении жизни и написала книгу «Матошри», которая была представлена премьер-министром Нарендрой Моди в 2017 году.

## Карьера
Махаджан начала свою политическую карьеру в 1982 году, в качестве корпоративного служащего в муниципальной корпорации Индора. Позже она была избрана заместителем её мэра. Она впервые баллотировалась и выиграла выборы в Лок сабху в 1989 году, против бывшего главного министра и министра внутренних дел Пракаша Чандры Сетхи. Среди граждан своего избирательного округа она получила прозвище Тай.
6 июня 2014 года Махаджан была единогласно избрана спикером 16-й Лок сабхи. Ранее она являлась членом парламентской «Группы председателей». В августе 2015 года она отстранила 25 членов парламента на пять дней от работы за недисциплинированность. Всего в должности спикера она пробыла до 17 июня 2019 года.
С 1999 по 2004 год Махаджан занимала должность младшего министра в министерствах развития человеческих ресурсов, связи и информационных технологий, а также нефти и природного газа. Она также возглавляла комитет по социальной справедливости и расширению прав и возможностей и комитет по развитию сельских районов. Махаджан стала второй женщиной, после Мейры Кумар, избранной спикером Лок сабхи. В 2021 году она была удостоена третьей высшей гражданской награды Индии — Падмы бхушан.